# Corno postale (araldica)
Il corno postale è un termine utilizzato in araldica per indicare lo strumento a fiato che differisce dal corno da caccia per avere un cerchio completo. Nell'araldica civica è simbolo della presenza di una stazione di posta.

## Posizione araldica ordinaria
È rappresentato, di norma, con l'imboccatura a sinistra. È prevalentemente blasonato con gli smalti nero, oro o argento. Può essere ornato da un nastro legato all'arco, con una o due nappe e a volte è rappresentato in mano a un postiglione che lo suona. 

Corno postale rivoltato d'oro, con un nastro e due nappe d'argento (Memprechtshofen, Rheinau (Germania))
Il corno postale ricorda che a Waidhofen (Germania) nel XVI secolo esisteva una stazione di posta dei Thurn und Taxis
Il corno postale nello stemma di Diepoldshofen, a Leutkirch im Allgäu in Germania, commemora l'istituzione di un ufficio postale da parte dell'arciduca Leopoldo d'Austria nel 1619.
Di rosso, al corno postale da cui pendono tre foglie di betulla, alla campagna ondata, il tutto d'oro (Björköby, Finlandia)
Corno postale di rosso (Pörnbach, Germania)
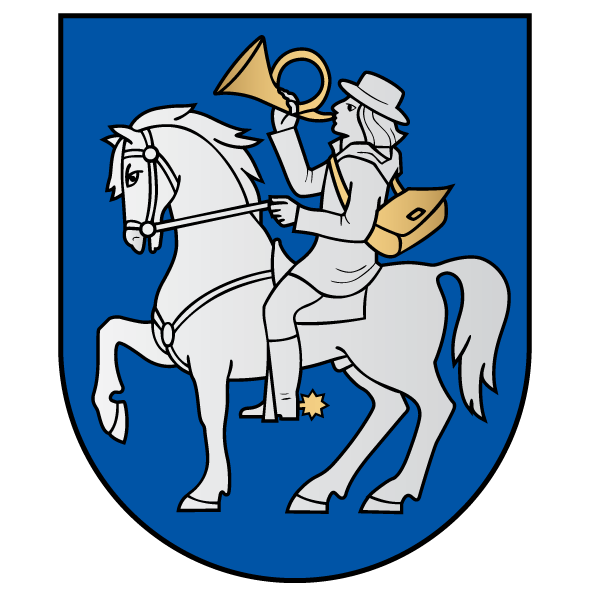
Daugailiai, Lituania
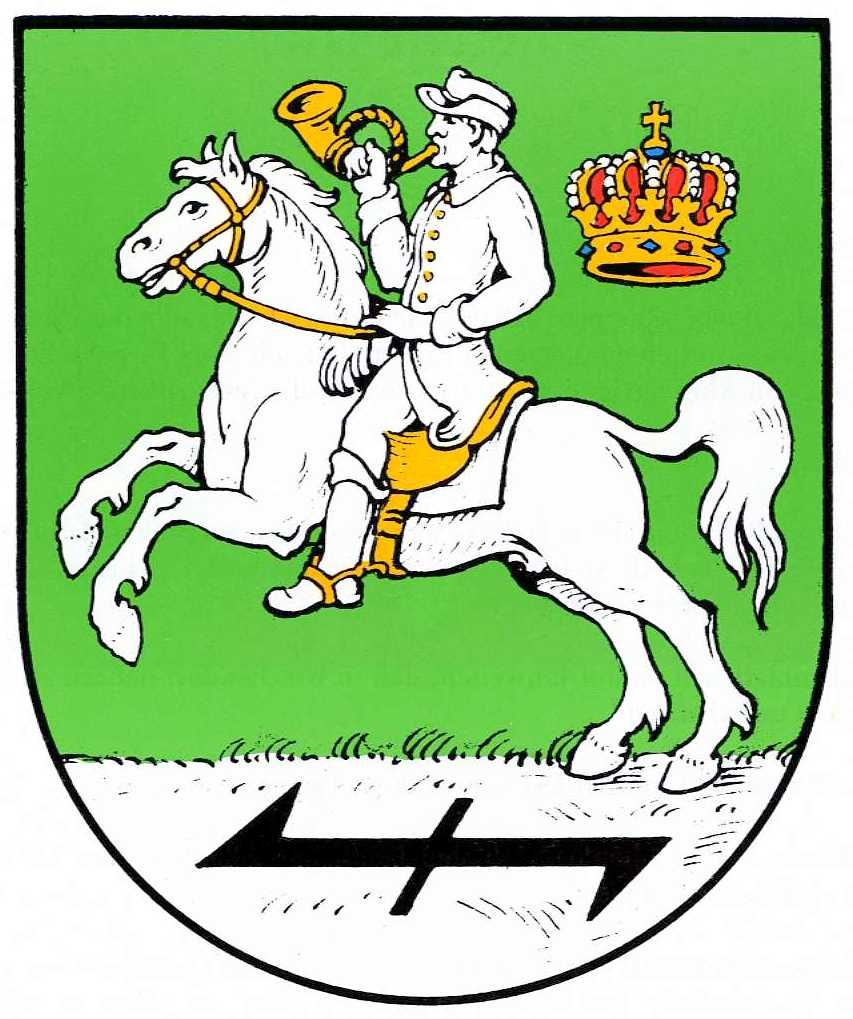
Distretto di Wennebostel, Wedemark, Germania